# Monophyllaea wildeana
Monophyllaea wildeana är en tvåhjärtbladig växtart som beskrevs av Brian Laurence Burtt. Monophyllaea wildeana ingår i släktet Monophyllaea och familjen Gesneriaceae. Inga underarter finns listade i Catalogue of Life.